# Ковчег (Доктор Кто)
Ковчег (англ. The Ark) — двадцать третья серия британского научно-фантастического телесериала «Доктор Кто», состоящая из четырёх эпизодов, которые были показаны в период с 5 по 26 марта 1966 года. Все четыре эпизода сохранились в архивах Би-би-си.

## Синопсис
Додо заносит в будущее вирус гриппа, от которого уже давно нет лечения

## Сюжет

### Эпизод 1. Стальное небо
ТАРДИС материализуется почти на десять миллионов лет в будущем на огромном космическом корабле с собственным дендрарием и зоопарком. У нового компаньона Доктора Додо Чаплет начинают проявляться признаки простуды. Всю компанию ловят моноиды, кажущиеся одинаковыми одноглазые немые существа мирно сосуществующие с людьми, и доставляют в центр управления судном. Все человечество и моноиды уменьшено и перевозится на Рефузис II, планету напоминающую Землю. Сама Земля вот-вот уничтожится от расширения Солнца, а планета моноидов уже погибла в катастрофе. Проступки наказываются смертью или миниатюризацией до прибытия в пункт назначения, дорога до которого займёт ещё 700 лет.
Простуда Додо распространяется по кораблю, но у человечества и моноидов снизился иммунитет, и болезнь протекает гораздо сильнее. Когда командир Ковчега также заражается, Зентос, его заместитель считает, что путешественники намеренно занесли эпидемию на корабль. У эпидемии уже есть жертвы: начинают умирать моноиды.

### Эпизод 2. Эпидемия
Зентос устраивает суд над Доктором, Стивеном и Додо с молодым стражником Манъяком и дочерью командира Меллиум в качестве защиты. Стивен выступает с речью защиты, но внезапно падает от болезни, а его слова никак не действуют на Зентоса. Но командир требует освобождения героев, чтобы они приготовили лекарство от простуды. Доктор создаёт вакцину от болезни из мембран животных на корабле, все больные начинают излечиваться. Они наблюдают конец Земли в иллюминатор, видят начало строительство памятника Додо и отбывают на ТАРДИС.

### Эпизод 3. Возвращение
Внезапно ТАРДИС приземляется на том же Ковчеге. Но произошло существенное изменение: моноиды поработили людей и завершили статую в виде себя. Оказывается, на людей повлияла генетическая слабость, не проявляющаяся у моноидов, вызванная второй вспышкой простуды. Теперь моноиды используют голосовую коммуникацию и называют друг друга по номерам. Люди теперь лишь немногим отличаются рабов, за исключением таких, как страж Махарис, и имеют лишь небольшую надежду на спасение. Доктор и друзья сталкиваются с командованием моноидов в тронном зале, бывшем командном центре, и их посылают на кухню. Двое людей, Манисса и Дассук, считают что момент освобождения близок, и Стивен пытается помочь им в восстании, но безуспешно.
Ковчег практически прибыл на Рефузис, и Моноид 1 хочет, чтобы новый мир был населён только моноидами, несмотря на обещание, что людям тоже будет позволено жить там. На планету высаживаются Доктор, Додо, Моноид 2 и страж Йендом. Замок, выглядящий необитаемым, на самом деле населён невидимыми рефузианцами. Они не против разделить планету с мирными существами, но Моноид 2 и Йендом убегают из замка. По дороге Йендом понимает, что моноиды их обманули, и его убивает Второй, который вскоре также погибает от взрыва посадочной капсулы.

### Эпизод 4. Бомба
У моноидов также все неладно, появляются напряжения, и Моноид 4 выступает против Моноида 1 и его планов колонизации планеты, отказавшись от людей, не проверяя её дальше. На планету посылаются ещё три капсулы, и увиденная ими уничтоженная капсула служит свидетельством Моноиду 4, что планета опасна. Между моноидами вспыхивает гражданская война, которой пользуются Доктор, Доко и рефузианец, крадут одну из капсул и возвращаются на Ковчег.
Моноиды разместили бомбу на судне, и планируют эвакуироваться на планету, оставив человечество умирать на корабле. Это узнают люди, и поднимается восстание. Прибытие Доктора, Додо и рефузианца ещё сильнее разогревает бунт, и вскоре все понимают, что бомба в статуе. Рефузианец выбрасывает её за борт прежде, чем она взрывается. Люди принимают предложение рефузианцев о мирном поселении на Рефузисе и предлагают моноидам, выжившим в гражданской войне, мирно с ними сосуществовать, на что те соглашаются.
Герои улетают на ТАРДИС, но внезапно Доктор начинает исчезать из комнаты управления...

## Трансляции и отзывы
| Эпизод            | Дата показа   | Продолжительность | Телезрители (в миллионах) | Archive  |
| ----------------- | ------------- | ----------------- | ------------------------- | -------- |
| «Стальное небо»   | 5 марта 1966  | 24:00             | 5.5                       | 16mm t/r |
| «Эпидемия»        | 12 марта 1966 | 25:00             | 6.9                       | 16mm t/r |
| «Возвращение»     | 19 марта 1966 | 24:19             | 6.2                       | 16mm t/r |
| «Бомба»           | 26 марта 1966 | 24:37             | 7.3                       | 16mm t/r |
| [ 1 ] [ 2 ] [ 3 ] |               |                   |                           |          |